# تپه زیارت (سه تپه)
تپه زیارت (سه تپه) مربوط به دوران‌های تاریخی پس از اسلام است و در شیروان، ۱۰ کیلومتر شمال غربی شهر واقع شده و این اثر در تاریخ ۲۳ فروردین ۱۳۴۶ با شمارهٔ ثبت ۷۰۶ به‌عنوان یکی از آثار ملی ایران به ثبت رسیده است.